# Литвин Вадим Валентинович
Литвин Вадим Валентинович (13 вересня 1963 року, м. Свердловськ, нині Єкатеринбург) — український політик. Народний депутат України 2 та 4 скликань.
Голова Незалежної галузевої профспілки енергетиків України (з травня 1998); депутат Київської облради (з 2010), член фракції Партії регіонів.

## Життєпис

#### Освіта
Дніпропетровський технікум автоматики та телемеханіки (1978—1982), технік-електромеханік, «Обчислювальна техніка»; Дніпропетровський металургійний інститут, енергомеханічний факультет, інженер-електромеханік, «Автоматизація технологічних процесів і виробництв»; Державна металургійна академія України, економічний факультет, інженер-економіст, «Економіка підприємства»; Національна юридична академія України ім. Ярослава Мудрого, юрист.
Володіє німецькою мовою.

#### Робота
Народний депутат України 2 скликання з листопада 1994 (1-й тур) до квітня 1998, Красногвардійський виборчий округ № 79, Дніпропетровська область, висунутий трудовим колективом. Член Комітету у закордонних справах і зв'язках з СНД. Член групи «Єдність» (до цього — член фракції «Соціально-ринковий вибір»). На час виборів: директор Дніпропетровської філії Київського народного банку.
Народний депутат України 4 скликання з квітня 2002 по квітень 2006 від КПУ, № 52 в списку. На час виборів: головний консультант секретаріату Комітету ВР України з питань паливно-енергетичного комплексу, ядерної політики та ядерної безпеки, член КПУ. Член фракції комуністів (травень — жовтень 2002), член фракції партій ППУ та «Трудова Україна» (жовтень 2002 — квітень 2004), член фракції політичної партії «Трудова Україна» (квітень — грудень 2004), член фракції «Наша Україна» (з грудня 2004), секретар Комітету з питань паливно-енергетичного комплексу, ядерної політики та ядерної безпеки (червень 2002 — квітень 2006), заступник голови Спеціальної контрольної комісії з питань приватизації (з червня 2002).
- 09.1978-06.82 — учень, Дніпроп. тех-м автоматики і телемеханіки.
- 06.-10.1981 — монтажник, реґулювальник радіоапаратури та приладів, Пензинське ВО «Електромеханіка».
- 09.1982-06.84, 11.1985-01.88 — студ., Дніпроп. металургійний ін-т.
- 06.1984-11.85 — студ. ф-ту тех. кібернетики, Дрезденський тех. ун-т, НДР.
- 02.-09.1988 — заст. голови, кооператив «Ентузіаст», м. Дніпропетровськ.
- 09.1988-04.89 — голова, кооператив «Меридіан».
- 05.-06.1989 — зав. відділу, молодіжне об'єднання «Ритм», м. Дніпропетровськ.
- 07.1989-04.91 — ґен. директор, госпрозрахунковий молодіжний центр «Квант», м. Дніпропетровськ.
- 04.1991-08.92 — заст. директора, Дніпроп. філія банку «Схід».
- 08.1992-04.93 — нач. відділу кредитів і ресурсів, Дніпроп. філія АБ «Інко».
- 06.-07.1993 — заст. директора, 07.1993-03.1995 — директор, Дніпроп. філія Київського народного банку.
- 05.1999-03.2002 — гол. консультант Ком-ту з питань паливно-енергетичного комплексу, ядерної політики та ядерної безпеки, Секретаріат ВР України.

Член спостережної ради НАК «Нафтогаз України» (з вересня 2003).
Січень 1996 — квітень 1997 — член виконкому ЛПУ. Голова політвиконкому ЛПУ (оновленої) (з листопада 2003).
До вересня 2005 — голова виконкому Київської обласної організації НСНУ; голова Київської обласної організації НСНУ (з вересня 2005); депутат Київської облради (2006—2010), керівник фракції НСНУ.